# Großsteingrab Garlstorf
Das Großsteingrab Garlstorf war eine megalithische Grabanlage der jungsteinzeitlichen Trichterbecherkultur bei Garlstorf im Landkreis Harburg (Niedersachsen). Es lag im Wald und war nach einem Bericht von 1809 bereits damals nur noch unvollständig erhalten. Es besaß ein wohl ost-westlich orientiertes rechteckiges Hünenbett, von dessen Umfassung noch fünf Steine an der westlichen Schmalseite sowie sechs an der südlichen und fünf an der nördlichen Langseite erhalten waren. Am östlichen Ende des Betts stand die Grabkammer, von der noch drei Wandsteine und ein gewaltiger Deckstein mit einer Länge von 16 Fuß (ca. 4,7 m), einer Breite von 12 Fuß (ca. 3,5 m) und einer Dicke von 5 Fuß (ca. 1,5 m) erhalten waren. Der genaue Grabtyp lässt sich anhand dieser Angaben nicht bestimmen.